# ZCCHC9
ZCCHC9 (англ. Zinc finger CCHC-type containing 9) – білок, який кодується однойменним геном, розташованим у людей на 5-й хромосомі. Довжина поліпептидного ланцюга білка становить 271 амінокислот, а молекулярна маса — 30 477.
| 10         |  | 20         |  | 30         |  | 40         |  | 50         |
| ---------- |  | ---------- |  | ---------- |  | ---------- |  | ---------- |
| MTRWARVSTT |  | YNKRPLPATS |  | WEDMKKGSFE |  | GTSQNLPKRK |  | QLEANRLSLK |
| NDAPQAKHKK |  | NKKKKEYLNE |  | DVNGFMEYLR |  | QNSQMVHNGQ |  | IIATDSEEVR |
| EEIAVALKKD |  | SRREGRRLKR |  | QAAKKNAMVC |  | FHCRKPGHGI |  | ADCPAALENQ |
| DMGTGICYRC |  | GSTEHEITKC |  | KAKVDPALGE |  | FPFAKCFVCG |  | EMGHLSRSCP |
| DNPKGLYADG |  | GGCKLCGSVE |  | HLKKDCPESQ |  | NSERMVTVGR |  | WAKGMSADYE |
| EILDVPKPQK |  | PKTKIPKVVN |  | F          |  |            |  |            |

A: Аланін

C: Цистеїн

D: Аспарагінова кислота

E: Глутамінова кислота

F: Фенілаланін

G: Гліцин

H: Гістидин

I: Ізолейцин

K: Лізин

L: Лейцин

M: Метіонін

N: Аспарагін

P: Пролін

Q: Глутамін

R: Аргінін

S: Серин

T: Треонін

V: Валін

W: Триптофан

Кодований геном білок за функцією належить до фосфопротеїнів. 
Задіяний у такому біологічному процесі, як транскрипція. 
Білок має сайт для зв'язування з іонами металів, іоном цинку. 
Локалізований у ядрі.